# 80-Page Giant
80-Page Giant fu il nome utilizzato per una serie di fumetti pubblicati dalla DC Comics a cominciare dal 1964. La serie fu chiamata così per l'inconsueto alto numero di pagine (di solito il numero massimo di pagine per un fumetto mensile statunitense era di 32 pagine). Il prezzo di copertina iniziale era di 25 centesimi, mentre gli altri fumetti erano appena al di sopra dei 12 cents. Molti di questi numeri "Giganti" contenevano materiale ristampato, spesso includendo materiale dalla Golden Age dei fumetti. Ogni numero si concentrò su un particolare personaggio o gruppo DC, come Superman, Batman o Jimmy Olsen. Il formato e la numerazione dei 80-Page Giant sarebbero stati poi utilizzati per numeri extra large e ristampati dai loro fumetti regolarmente pubblicati.
Alla fine degli anni novanta, la DC Comics cominciò a pubblicare gli speciali 80-Page Giant, che erano pubblicazioni speciali correlate alle serie (incluso Secret Origins, che non furono serie in pubblicazione per anni) e che furono solitamente delle raccolte.
In quel periodo, la DC ripubblicò anche gli annuali 80-Page Giant a tema, o 100 Page Spectaculars, di cui alcuni furono repliche di ristampe di numeri passati, mentre alcuni furono ristampe di nuove raccolte sotto la domanda "E se...?", e un Annual fu pubblicato anche nella Silver Age.

## Numero di pagine
Originariamente, i numeri Giant furono tutti soprannominati 80-Page Giant. Quando il numero di pagine fu diminuito (solitamente 64 pagine), la parte del titolo "80-Page" fu abbandonata e il titolo cambiò semplicemente a Giant o DC Giant.

## Tipi di fumetti Giant
Ci furono quattro tipi di fumetti "Giant":

### Numeri da G1 a G15
Questi numeri furono pubblicati sotto il titolo di 80-Page Giant. Sulla copertina compariva scritto "80-Page Giant G##".
- 80 Page Giant 01 - Superman
- 80 Page Giant 02 - Jimmy Olsen
- 80 Page Giant 03 - Lois Lane
- 80 Page Giant 04 - Flash
- 80 Page Giant 05 - Batman
- 80 Page Giant 06 - Superman
- 80 Page Giant 07 - Sgt. Rock
- 80 Page Giant 08 - Secret Origins
- 80 Page Giant 09 - Flash
- 80 Page Giant 10 - Superboy
- 80 Page Giant 11 - Superman
- 80 Page Giant 12 - Batman
- 80 Page Giant 13 - Jimmy Olsen
- 80 Page Giant 14 - Lois Lane
- 80 Page Giant 15 - Superman e Batman

### Numeri da G16 in su
Questi furono pubblicati sotto il titolo di altri fumetti come Justice League of America n. 39. In altre parole, 80-Page Giant n. 16 è Justice League of America n. 39. Questi fumetti avevano sulla copertina la dicitura "80-Page Giant G##", "DC Giant G##" o "Giant ##" (per esempio, 80-Page Giant G16).
La seguente è una lista completa di numeri ordinati per data:
- novembre 1965 80 Page Giant G16 Justice League of America n. 39
- dicembre 1965 80 Page Giant G17 Batman n. 176
- gennaio 1966 80 Page Giant G18 Superman n. 183
- febbraio 1966 80 Page Giant G19 Our Army at War n. 164
- marzo 1966 80 Page Giant G20 Action Comics n. 334
- aprile 1966 80 Page Giant G21 Flash n. 160
- maggio 1966 80 Page Giant G22 Superboy n. 129
- giugno 1966 80 Page Giant G23 Superman n. 187
- luglio 1966 80 Page Giant G24 Batman n. 182
- agosto 1966 80 Page Giant G25 Jimmy Olsen n. 095
- settembre 1966 80 Page Giant G26 Lois Lane n. 68
- ottobre 1966 80 Page Giant G27 Batman n. 185
- ottobre 1966 80 Page Giant G28 World's Finest Comics n. 161
- novembre 1966 80 Page Giant G29 JLA n. 048
- dicembre 1966 80 Page Giant G30 Batman n. 187
- gennaio 1967 80 Page Giant G31 Superman n. 193
- febbraio 1967 80 Page Giant G32 Our Army at War n. 177
- marzo 1967 80 Page Giant G33 Action Comics n. 347
- aprile 1967 80 Page Giant G34 Flash n. n. 169
- maggio 1967 80 Page Giant G35 Superboy n. 138
- giugno 1967 80 Page Giant G36 Superman n. 197
- luglio 1967 80 Page Giant G37 Batman n. 193
- agosto 1967 80 Page Giant G38 Jimmy Olsen n. 104
- settembre 1967 80 Page Giant G39 Lois Lane n. 77
- ottobre 1967 80 Page Giant G40 World's Finest Comics n. 170
- novembre 1967 80 Page Giant G41 Justice League of America n. 58
- dicembre 1967 80 Page Giant G42 Superman n. 202
- gennaio 1968 80 Page Giant G43 Batman n. 198
- febbraio 1968 80 Page Giant G44 Our Army at War n. 190
- marzo 1968 80 Page Giant G45 Action Comics n. 360
- aprile 1968 80 Page Giant G46 Flash n. 178
- maggio 1968 80 Page Giant G47 Superboy n. 147
- giugno 1968 80 Page Giant G48 Superman n. 207
- luglio 1968 80 Page Giant G49 Batman n. 203
- agosto 1968 80 Page Giant G50 Jimmy Olsen n. 113
- settembre 1968 80 Page Giant G51 Lois Lane n. 86
- ottobre 1968 80 Page Giant G52 World's Finest Comics n. 179
- novembre 1969 80 Page Giant G53 Justice League of America n. 67
- dicembre 1968 80 Page Giant G54 Superman n. 212
- gennaio 1969 80 Page Giant G55 Batman n. 208
- febbraio 1969 80 Page Giant G56 Our Army at War n. 203
- marzo 1969 DC Giant G57 Action Comics n. 373
- aprile 1969 DC Giant G58 Flash n. 187
- maggio 1969 DC Giant G59 Superboy n. 156
- giugno 1969 DC Giant G60 Superman n. 217
- luglio 1969 DC Giant G61 Batman n. 213
- agosto 1969 DC Giant G62 Jimmy Olsen n. 122
- settembre 1969 DC Giant G63 Lois Lane n. 095
- ottobre 1969 DC Giant G64 World's Finest Comics n. 188
- novembre 1969 DC Giant G65 Justice League of America n. 76
- dicembre 1969 DC Giant G66 Superman n. 222
- gennaio 1970 DC Giant G67 Batman n. 218
- febbraio 1970 DC Giant G68 Our Army at War n. 216
- marzo 1970 DC Giant G69 Adventure Comics n. 390
- aprile 1970 DC Giant G70 Flash n. 196
- maggio 1970 DC Giant G71 Superboy n. 165
- giugno 1970 DC Giant G72 Superman n. 227
- luglio 1970 DC Giant G73 Batman n. 223
- agosto 1970 DC Giant G74 Jimmy Olsen n. 131
- settembre 1970 DC Giant G75 Lois Lane n. 104
- ottobre 1970 DC Giant G76 World's Finest Comics n. 197
- novembre 1970 DC Giant G77 Justice League of America n. 85
- dicembre 1970 DC Giant G78 Superman n. 232
- gennaio 1971 DC Giant G79 Batman n. 228
- febbraio 1971 DC Giant G80 Our Army at War n. 220
- marzo 1971 DC Giant G81 Adventure Comics n. 403
- aprile 1971 DC Giant G82 Flash n. 205
- maggio 1971 DC Giant G83 Superboy n. 174
- giugno 1971 DC Giant G84 Superman n. 239
- luglio 1971 DC Giant G85 Batman n. 233
- agosto 1971 DC Giant G86 Jimmy Olsen n. 140
- settembre 1971 DC Giant G87 Lois Lane n. 113
- ottobre 1971 DC Giant G88 World's Finest Comics n. 206
- ottobre 1971 DC Giant G89 Justice League of America n. 93

### Annuali
I seguenti numeri "Giant" furono i predecessori dell'80-Page Giant (80 Page Giant G01 fu originariamente pubblicizzato nei fumetti DC come Superman Annual 09).
- 1960 - Superman vol. 1 - Annual 01
- 1960 - Superman vol. 1 - Annual 02
- 1961 - Secret Origins vol. 1 - Annual
- 1961 - Superman vol. 1 - Annual 03
- 1961 - Batman vol. 1 - Annual 01
- 1961 - Superman vol. 1 - Annual 04
- 1961 - Batman vol. 1 - Annual 02
- 1962 - Lois Lane vol. 1 - Annual 01
- 1962 - Superman vol. 1 - Annual 05
- 1962 - Batman vol. 1 - Annual 03
- 1962 - Rudolph the Red-Nosed Reindeer vol. 1 - Annual
- 1962 - Batman vol. 1 - Annual 04
- 1962 - Superman vol. 1 - Annual 06
- 1963 - Batman vol. 1 - Annual 05
- 1963 - Lois Lane vol. 1 - Annual 02
- 1963 - Superman vol. 1 - Annual 07
- 1963 - Flash vol. 1 - Annual
- 1963 - Batman vol. 1 - Annual 06
- 1963 - Superman vol. 1 - Annual 08
- 1964 - Sgt. Rock's Prize Battle Tales - Annual
- 1964 - Superboy vol. 1 - Annual
- 1964 - Batman vol. 1 - Annual 07

### The New 80-Page Giant (1998-2003)
La DC pubblicò un numero di special di 80-Page Giant all'interno di numerose serie correnti. Questi cominciarono la numerazione con il n. 1 dentro ogni serie.
La seguente è una lista parziale di numeri, ordinati per titoli:
- ottobre 1998 - Adventure Comics 80 Page Giant 01
- Settembre 1999 - All-Star Comics 80 Page Giant 01 (JSA)
- agosto 1998 - Batman 80 Page Giant 01
- ottobre 1998 - Batman 80 Page Giant 02
- luglio 2000 - Batman 80 Page Giant 03
- agosto 1998 - Flash 80 Page Giant 01
- aprile 1999 - Flash 80 Page Giant 02
- dicembre 1998 - Green lantern vol. 3 80 Page Giant 01
- giugno 1999 - Lanterna Verde vol. 3 80 Page Giant 02
- agosto 2000 - Lanterna Verde vol. 3 80 Page Giant 03
- luglio 1998 - JLA 80 Page Giant 01 - The Green Bullet-Revelations
- novembre 1999 - JLA 80 Page Giant 02
- ottobre 2000 - JLA 80 Page Giant 03 - The Century War dal n. 1 al n. 3
- gennaio 2000 - Legends of the DC Universe 80 Page Giant 01
- settembre 1998 - Legends of the DC Universe 80 Page Giant 02
- dicembre 2000 - Nightwing 80 Page Giant
- 2003 - Plastic Man 80 Page Giant 01
- settembre 2000 - Robin 80 Page Giant 01
- luglio 2000 - Silver Age 80 Page Giant 01
- gennaio 1999 - Starman vol. 2 80 Page Giant
- 1999 - Superman 80 Page Giant 01
- 1999 - Superman 80 Page Giant 02
- novembre 2000 - Superman 80 Page Giant 03
- 2002 - Wonder Woman 80 Page Giant
- dicembre 1998 - Young Justice Secret Origins 80 Page Giant
- maggio 1999 - Young Justice 80 Page Giant 01
- agosto 1999 - DC One Million 80 Page Giant